# Миробрига

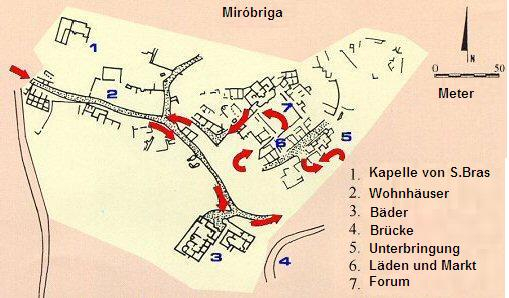
План города

Миробрига, Miróbriga — название (кельтского происхождения) города древнеримской эпохи. Располагался близ современного города Сантьягу-ду-Касен на юго-западе Португалии. В руинах проводились раскопки, и в настоящее время они являются туристической достопримечательностью.

## Описание
Раскопки показали, что древниримский город располагался поверх более раннего поселения эпохи железного века, основанного кельтиками. Римский город был населён в период I—IV вв. В самой высокой точке города был сооружён форум для поклонения обожествлённым римским императорам, и ещё один храм в том же месте был посвящён, по-видимому, Венере.
Вокруг форума возникла торговая территория. Термы города — одни из лучших по сохранности на территории Португалии: они состояли из двух прилегающих зданий, видимо, купален для мужчин и женщин. Жилые территории до настоящего времени плохо изучены. Поблизости от бани располагался мост с единственным полукруглым сводом. Также в городе сохранился ипподром.